# Dmitri Fofonov
Dmitriy Fofonov es un exciclista kazajo nacido el 15 de agosto de 1976 en Almaty.
Debutó como profesional en 1999 en el equipo Collstrop.
Durante el Tour de France 2008, dio positivo en un control antidopaje por la sustancia de heptaminol en la 18.ª etapa, y fue suspendido por tres meses. Pudo correr de nuevo en abril del 2009, aunque sin embargo no encontró equipo. Se convirtió en campeón de Kazajistán en ruta en el 2009.
Para la temporada 2010 encontró equipo en las filas del Team Astana, dónde se retiró y a partir de 2013, ejerciendo actualmente como director deportivo.
Dimitri Fofonov vive en la comunidad de Chamalières (Saint-Étienne) donde se trasladó cuando era amateur, junto a Alexandre Vinokourov.

## Palmarés en ruta
1997
- 2.º en el Campeonato de Kazajistán de Ruta

1998
- 1 etapa de la Commonwealth Bank Classic

2000
- Campeonato de Kazajistán Contrarreloj
- Zellik-Galmaarden

2002
- 1 etapa de la Volta a Cataluña

2008
- 1 etapa del Critérium de la Dauphiné Libéré

2009
- Campeonato de Kazajistán de Ruta
- Campeonato Asiático en ruta
- 1 etapa del Tour de Loir-et-Cher

## Palmarés en pista
1998
- Campeonato de Kazajistán en la modalidad de velocidad

2000
- Campeonato de Kazajistán en la modalidad de velocidad

## Resultados en las grandes vueltas

### Tour de Francia
- 2004 : 87.º
- 2007 : 26.º
- 2008 : 19.º,excluido por su equipo al fin de la última etapa después de un control antidopaje en el que dio positivo en la 18.ª etapa

### Vuelta a España
- 2001 : 57.º
- 2006 : 32.º

### Giro de Italia
- 2005 : 89.º